# Waldo Kantor
Waldo Kantor (Buenos Aires, 11 gennaio 1960) è un allenatore di pallavolo ed ex pallavolista argentino, di ruolo palleggiatore.

## Palmarès

### Giocatore

#### Club
- Campionato argentino: 2

1980, 1981
- Campionato francese: 1

1996-97
- Coppa di Francia: 1

1996-97
- Coppa Morgan

1979

### Allenatore

#### Club
- Campionato argentino: 1

2004-05
- Torneo Súper 4: 1

2004
- Torneo Súper 8: 1

2010

#### Nazionale (competizioni minori)
- Universiade 2015

### Premi Individuali
- 1980 - Miglior giocatore sudamericano